# Сетунь (компьютер)
«Се́тунь» — малая ЭВМ на основе троичной логики, разработанная в вычислительном центре Московского государственного университета в 1959 году.
Руководитель проекта — Н. П. Брусенцов, основные разработчики: Е. А. Жоголев, В. В. Веригин, С. П. Маслов, А. М. Тишулина. Разработка машины была предпринята по инициативе и осуществлялась при активном участии советского математика С. Л. Соболева.
Казанским заводом математических машин до 1965 года было произведено 46 компьютеров «Сетунь», 30 из них использовались в университетах СССР.

## Элементы
На основе двоичной ферритодиодной ячейки Гутенмахера, которая представляет собой электромагнитное бесконтактное реле на магнитных усилителях трансформаторного типа, Н. П. Брусенцов разработал троичную ферритодиодную ячейку, которая работала в двухбитном троичном коде, то есть один трит записывался в два двоичных разряда, четвёртое состояние двух двоичных разрядов не использовалось. Состояние каждого разряда на пульте управления отображалось двумя лампочками, четвёртая комбинация (1, 1) не использовалась.
Двухбитные двоичнокодированые троичные цифры (англ. 2-bit binary-coded ternary, 2B BCT representation, «двухпроводное») с использованием всех 4 кодов из 4 возможных (2 из 4 кодов кодируют одну и ту же троичную цифру из 3).
(0, 0) — «0»
(1, 1) — «0»
(0, 1) — «−1»
(1, 0) — «+1»

## Трайт
Трайт — минимальная непосредственно адресуемая единица главной памяти «Сетуни-70» Брусенцова. Трайт равен 6 тритам (почти 9,51 бита). В «Сетуни-70» интерпретируется как знаковое целое число в диапазоне от −364 до 364. Трайт достаточно велик, чтобы закодировать, например, алфавит, включающий кириллические и латинские буквы (включая заглавные и строчные), цифры, математические и служебные знаки. В трайте может содержаться целое число как девятеричных, так и двадцатисемеричных цифр.

## Технические характеристики
- Тактовая частота процессора — 200 кГц.
- АЛУ последовательное.
- Обрабатываемые числа: с фиксированной запятой; диапазоны представимых значений 3−16 ⩽ |x| < 1/2 · 32 и 3−7 ⩽ |x| < 1/2 · 32[3].
- Производительность — 4500 оп./с[3].
- ОЗУ на ферритовых сердечниках — 162 девятиразрядных ячейки, время обращения 45 мкс[3].
- ЗУ — магнитный барабан ёмкостью 3888 девятиразрядных ячеек, скорость вращения 6000 об./мин, время обращения 7,5 мс для обработки зоны (группы из 54 девятиразрядных ячеек)[3].
- Потребляемая мощность — 2,5 кВт[3].
- Устройство ввода: электромеханическое, 7 знаков в секунду; фотоэлектрическое, 800 знаков в секунду (используемый носитель информации — бумажная пятирядная перфолента)[3].
- Устройство вывода: телетайп, 7 знаков в секунду (одновременно производит печать и перфорацию)[3].
- Элементная база: магнитные усилители (3500 шт.), транзисторы (330 шт.), электронные лампы (37 шт.), электромагнитные реле (10 шт.).[4]

Сетунь−70 имела стековую архитектуру.
Процессор — стековый, использовал ПОЛИЗ.

## Система команд
Система команд одноадресная. Представление чисел — с фиксированной запятой, одинарной (9 тритов) и двойной (18 тритов) точности. Прямо адресуемое адресное пространство — 243 ячейки. Обмен информацией между ОЗУ и ЗУ на магнитном барабане осуществляется страницами (зонами) по 54 9-разрядных ячейки.
Формат команды (при печати)
k y1 y2 x1 y3 y4,
где
k — признак команды,
y1—y4 — девятеричные цифры с симметричной базой,
x — цифра троичной системы с симметричной базой,
y1y2 — адрес команды,
x1 — признак длины ячейки,
y3y4 — код операции.

### Регистры
- регистр команд — 9 разрядов[3],
- регистр номера команды (счётчик команд) C — 5 разрядов[3],
- регистр переадресации УУ F — 5 разрядов[3],Процессор
- 2 9-разрядных регистра — входной и выходной — в блоке управления вводом-выводом[3],
- регистр АУ R — 18 разрядов[3],
- сумматор АУ s — внутренний формат 19 разрядов, доступно 18 разрядов[3].

### Список команд
| Код операции | Название                                        | Вид       |
| ------------ | ----------------------------------------------- | --------- |
| 3̅3̅           | Чтение зоны с барабана в ОЗУ                    | x0y1y2 3̅3̅ |
| 3̅0           | Чтение с перфоленты в ОЗУ                       | x0 00 3̅0  |
| 3̅0           | Троичный вывод (печать)                         | x0 03 3̅0  |
| 3̅0           | Вывод в один столбец                            | x0 03̅ 3̅0  |
| 3̅0           | Вывод в два столбца                             | х0 01̅ 3̅0  |
| 3̅0           | Вывод в три столбца                             | х0 01 3̅0  |
| 3̅3           | Запись из ОЗУ на барабан                        | х0у1у2 3̅3 |
| 2̅3           | Нормализация                                    | а т 2̅3    |
| 2̅0           | Сдвиг                                           | а т 2̅0    |
| 2̅3           | Перенос из s в ОЗУ                              | а т 2̅3    |
| 1̅3           | Сложение, F + [a] → F                           | а т 1̅3    |
| 1̅0           | Перенос из ОЗУ в F                              | а т 1̅0    |
| 1̅3           | Сложение [а] + C → F; F → C                     | а т 1̅3    |
| 2̅3̅           | Нормализация                                    | а т 2̅3̅    |
| 2̅0           | Сдвиг                                           | а т 2̅0    |
| 2̅3           | Перенос числа из s в ОЗУ                        | а т 2̅3    |
| 1̅3̅           | Сложение F + [a] → F                            | а т 1̅3̅    |
| 1̅0           | Перенос из ОЗУ в F                              | а т 1̅0    |
| 1̅3           | Сложение [a] + C → F; F → C                     | а т 1̅3    |
| 03̅           | Перенос из F в ОЗУ                              | а т 03̅    |
| 00           | Безусловный переход                             | а т 00    |
| 03           | Перенос из C в ОЗУ                              | а т 03    |
| 13̅           | Условный переход (УП-1̅)                         | а т 13̅    |
| 10           | Условный переход (УП-0)                         | а т 10    |
| 13           | Условный переход (УП-1)                         | а т 13    |
| 23̅           | Останов машины до нажатия на пульте кнопки Пуск | а т 23̅    |
| 20           | Логическое поразрядное умножение                | а т 20    |
| 23           | Перенос из ОЗУ в R                              | а т 23    |
| 33̅           | Вычитание                                       | а т 33̅    |
| 30           | Перенос числа из ОЗУ в s                        | а т 30    |
| 33           | Сложение                                        | а т 33    |
| 43̅           | Умножение-1̅                                     | а т 43̅    |
| 40           | Умножение-0                                     | а т 40    |
| 43           | Умножение-1                                     | а т 43    |

## Отображение
При выводе на печать отрицательные троичные и девятеричные цифры отображались перевёрнутыми, то есть 2̅ отображалось как повёрнутая на 180° «2» (2, ↊).